# Immunosoppressione
L'immunosoppressione è un trattamento medico-farmacologico che prevede l’assunzione da parte del paziente di farmaci detti immunosoppressori, capaci di inibire la risposta del sistema immunitario ad antigeni non-self (cioè antigeni estranei all'organismo).
I farmaci immunosoppressori si utilizzano principalmente nei trapianti d'organo, ma anche in altre patologie, ad esempio quelle a eziologia autoimmunitaria.
Una volta che il paziente ha ricevuto il trapianto, dovrà assumere a vita questi farmaci, senza alcuna eccezione, per evitare che il suo sistema immunitario attacchi l'organo e ne provochi il rigetto.
Esistono diversi farmaci immunosoppressori e molto gravi possono essere i loro effetti collaterali e le loro interazioni con altri farmaci; per questo si consiglia di affidarsi a personale medico specializzato nel loro utilizzo.

## Siti d'azione dei farmaci immunosoppressori
1. riconoscimento antigenico (IG anti-RH)
2. stimolazione di IL-1 (corticosteroidi)
3. attivazione di IL-2 e altre citochine (ATG, OKT3, anti-CD4, ciclosporina, tacrolimus)
4. differenziazione e proliferazione (azatioprina, metotrexate, ciclofosfamide, rapamicina, corticosteroidi).